# Tom Kelly Band
Tom Kelly Band (siehe auch Liars Dance, Tom Kelly & Friends oder Tom Kelly’s Music Factory) war eine Schweizer Rockgruppe um den Sänger Tom Kelly.

## Geschichte
Gegründet wurde die Band 1980, aufgelöst nach einer Deutschlandtournee 1981. Ihre einzige LP/CD Breakdown wurde von Tom Kelly und Armand Volker produziert und verkaufte sich für die damaligen Schweizer Verhältnisse mit bisher über 15.000 Exemplaren ausserordentlich gut. Mit dem Achtminuten-Epos The Wide Blue Yonder landete die Gruppe in der Schweiz sogar einen Hit.
Wenige Auftritte in der Schweiz und in Deutschland sowie einige Fernsehauftritte im In- und Ausland genügten, um die Band innerhalb kürzester Zeit zu einem Begriff in der Schweiz zu machen. Da die Band kaum Fotomaterial zur Veröffentlichung genehmigte und nur selten und ungern Interviews gab, existiert heute nur wenig Material um sie ausführlich präsentieren zu können.
1994 bis 1996 erschien Tom Kelly mit Liars Dance nach gut 13 Jahren erneut auf der Bildfläche und erntete mit dieser Formation einen Achtungserfolg. Mit Tom Kelly & Friends gab Tom Kelly sporadisch Konzerte und hielt mit wechselnden Mitgliedern immer wieder Studiosessions ab, die dann teilweise veröffentlicht wurden.

## Diskografie
Tom Kelly Band
- Breakdown (1980)

Liars Dance
- Liars Dance (1995)
- Mystery Tales (1996)
- He Sang in His Bath Before He Died 1996

Tom Kelly & Friends
- The Final Acclaim (1995)
- The 17 Dock Square (1996)
- Birthday (2000)